# Prosit
Prosit (latin: gid det må gavne, måtte det gavne – præsens konjunktiv af prodesse, der betyder "at gavne", af pro = "for" og sit = "måtte det være") er det udtryk, man bruger, når en anden person nyser. 

## Overtro
Overtroen tolkede et nys som en varsel, og man håbede ved at sige "Prosit!", at nyset blev en god varsel. Hos Homer i Odysseen lyder en replik: "Min søn har nyst til det, jeg sagde. Så vil det sikkert ske." Det har også været hævdet, at skikken stammer fra pestens tid, da heftig nysen kunne være det første tegn på smitte; men en hoste ville have været et mere ildevarslende symptom, og alligevel kender man ingen afværgende hilsner i forbindelse med hoste. 

## Prosit på tysk
På tysk anvendes "prosit" eller "proost" tilsvarende det danske "skål" Tyskere siger Gesundheit! (= Sundhed!), når nogen nyser.